# Grad Laško
Grad Laško stoji na griču nad Laškim pod Humom. Prvič se izrecno omenja kot castrum Tyver leta 1265. Grad je bil na začetku last Spanheimov, torej deželnoknežji. Grad so leta 1487 požgali Turki, v 16. stoletju so ga predelali v protiturški tabor. Od tu tudi drugo ime za grad, Tabor. Lastniki gospoščine do leta 1554 so bili Turjaški, do leta 1581 Johan Valvasor, leta 1620 je cesar Ferdinand II. gospoščino prodal baronoma Juriju Karlu in Vidu Mosconu, leta 1665 pa jo je kupil Janez Vajkard grof Vetter, ki je pozidal v trgu novo gospoščino. Najkasneje v 18. stoletju pa je začel propadati. V letih 1984–1988 so ga temeljito obnovili. Sedaj je v njem gostinski lokal.
Južni (pravokotni) stolp je bil stanovanjski. Vhod je bil v prvem nadstropju. Skupaj z obzidjem je romanski. Severni (okrogli) stolp je rezultat renesančne prezidave, ki pa ni prizadela osnovne zasnove gradu.